# Tameka Jameson
Tameka Jameson (née le 11 août 1989) est une athlète nigériane, spécialiste du 400 mètres haies. 

## Biographie
Elle remporte la médaille de bronze du 400 m haies lors des championnats d'Afrique 2016, à Durban, devancée par la Sud-africaine Wenda Nel et le Kényane Maureen Jelagat.

### Palmarès
| Date | Compétition                    | Lieu     | Résultat | Épreuve     | Temps         |
| ---- | ------------------------------ | -------- | -------- | ----------- | ------------- |
| 2016 | Championnats du monde en salle | Portland | 4e       | 4 x 400 m   | 3 min 29 s 80 |
| 2016 | Championnats d'Afrique         | Durban   | 3e       | 400 m haies | 57 s 17       |

### Records
| Épreuve     | Performance | Lieu       | Date        |
| ----------- | ----------- | ---------- | ----------- |
| 400 m haies | 55 s 73     | Greensboro | 28 mai 2010 |